# Colonia Seré
Colonia Seré es una localidad del Partido de Carlos Tejedor, provincia de Buenos Aires, Argentina. Fue fundado en 1903 por Guillermo Seré, que donó terrenos comprados al general Francisco Leyría.

## Ubicación
La localidad se encuentra en el trayecto de vías muertas correspondiente al Ferrocarril Sarmiento que prestaba servicio entre Bragado y General Pico.
Se puede acceder desde un camino que la comunica con la ruta provincial 70, o por el camino paralelo a las vías, tanto del lado de la ciudad de Carlos Tejedor (28 km), como de la de América (24 km).

## Distancias
- América 24 km
- Carlos Tejedor 27 km
- General Villegas 73 km
- Trenque Lauquen 97 km

## Población
Cuenta con 726 habitantes (Indec, 2010), lo que representa un leve incremento respecto de los 641 del censo anterior (Indec 2001).
| Gráfica de evolución demográfica de Colonia Seré entre 1991 y 2010 |
|                                                                    |
| Fuente: Censos nacionales del INDEC                                |

## Bandera Serenense
La Bandera Serenense fue creada y elegida por el pueblo el 09-08-2021 mediante un concurso llevado a cabo por la Escuela Primaria N°2 "Hipólito Irigoyen". 
Fue aprobada  como bandera oficial de la localidad por el Honorable Concejo Deliberante de Carlos Tejedor bajo la ordenanza N.º 2743/2021, el 31 de agosto de 2021 en la décima octava sesión ordinaria.